# 南非國歌
《南非國歌》，是南非的國歌，從1997年起開始使用。《南非國歌》是結合《天佑非洲》（Nkosi Sikelel' iAfrika）與《南非的呼唤》（Die Stem van Suid-Afrika）而成的一首混合歌。
《天佑非洲》是由循道宗學校的傳教士以諾·桑唐加老師以約瑟夫·派理的《阿伯里斯特威斯》為基礎，於1897年創作而成的歌曲。最初，《天佑非洲》被當作一首教堂讚美詩來演唱，但之後則成為反對種族隔離制度與白人政府的標誌性歌曲。至於《南非的呼唤》則是以詩人柯內里斯·賈柯巴斯·蘭根豪芬在1918年寫成的詩詞《呼喚》，並由作曲家馬基努斯·勞倫斯·德·費勒於1921年替該詩作曲而成的。1938年至1957年期間，《南非的呼唤》與英國國歌《天佑吾王》共同獲南非政府採納為國歌使用。在1957年至1994年間，《南非的呼唤》更成為南非唯一的國歌。1994年，在時任南非總統納爾遜·曼德拉的建議下，南非政府同時採用《天佑非洲》與《南非的呼喚》作為國歌。直到1997年，南非通過新憲法之後，該兩首歌被合併成現今的《南非國歌》。2017年12月19日，英國新聞週報《經濟學人》將《南非國歌》評為“世界上最好的國歌”。
有時候，《南非國歌》會被稱為“Nkosi Sikelel' iAfrika”（《天佑非洲》），但這從來都不是其官方名稱。

## 結構
事實上，《南非國歌》是由讚美詩《天佑非洲》的選段，再加上《南非的呼喚》的第一段（部分段落採用了由英語寫成的新歌詞）所結合而成的一首混合歌。《南非國歌》是世界上唯一一首不同尋常的新形式國歌，該曲由一種音調開始，且在另一種音調中結束，這點與意大利國歌及菲律賓國歌有相似之處。《南非國歌》的歌詞使用了南非最常使用的五種語言：分別為科薩語（第一節前兩行）、祖魯語（第一節後兩行）、塞索托語（第二節）、南非語（第三節）以及英語（第四節）。官方版國歌的上半部分由馬齊利卡齊·庫馬洛所製作，至於後半部分則由珍妮·薩德爾-魯道夫製作，同時她也負責寫了最後一節的英語新歌詞。

## 歷史

### 背景
從1940年代末至1990年代初，南非曾經實施種族隔離制度長達40多年。該制度是基於白人優越主義，並為了維護政治與經濟上佔主導地位的阿非利卡人及其他南非白人的利益而推行的。這種制度化的種族隔離與種族歧視壓制了佔多數的黑人，因此受到國際社會的廣泛譴責。在此期間，南非的國歌為南非語歌曲《南非的呼喚》（亦稱為《呼喚》），該曲記述了阿非利卡人的愛國情懷及其對上帝的忠誠。《南非的呼喚》是以詩人柯內里斯·賈柯巴斯·蘭根豪芬在1918年寫成的詩詞《呼喚》，並由作曲家馬基努斯·勞倫斯·德·費勒於1921年替該詩作曲而成的。1938年至1957年間，《南非的呼喚》與英國國歌《天佑吾王》同時為南非的國歌。直到1957年，《南非的呼喚》更成為唯一的國歌。《南非的呼喚》由八節（分別為原文的四節南非語歌詞及四節翻譯自南非語再作出修改而成的英語版歌詞）組成。《南非的呼喚》很少會被演唱其全部段落，所以第一段通常是最廣為人知的，但有時候最後一段會緊接著第一段後唱。
當種族隔離在1990年代初結束時，《南非的呼喚》的國歌地位受到質疑。其後，南非政府建議並採納反種族隔離運動使用的非洲著名歌曲——《天佑非洲》作為國歌之一，與《南非的呼喚》擁有同等地位，而後者的國歌地位則仍然得以保留。《天佑非洲》是由循道宗學校的傳教士以諾·桑唐加老師以約瑟夫·派理的《阿伯里斯特威斯》為基礎，於1897年作成的歌曲。最初，《天佑非洲》被當作一首教堂讚美詩來演唱，但之後則成為反對種族隔離政府的標誌性歌曲。
1994年，南非政府將《天佑非洲》與《南非的呼喚》均採納為國歌，當時該兩首歌都在曼德拉的總統就職典禮上演出。
據跳羚隊的導師安妮·穆尼克稱，在1995年南非橄欖球世界盃期間，莫恩·杜·立石建議跳羚隊隊員學習《天佑非洲》的所有單詞，而且“隊員們對這樣做的感覺良好”。

### 南非新國歌的組成
雙國歌的做法被證實很麻煩，因為兩首國歌合共需要五分鐘才可演奏完畢。直到1997年初，南非的雙國歌以簡略形式合併成現在的國歌時，該問題終於得到糾正。1997年10月10日，南非政府在公報上發表新的國歌。在起草新國歌期間，南非總統曼德拉要求歌曲不得超過1分48秒。新的英語歌詞改編自《南非的呼喚》第一段最後四行的內容，當中的更改反映了南非社會對後種族隔離時期的期望。從兩首歌曲中引用的歌詞經過修改，沒有提及特定群體，因此更具包容性。例如，種族隔離時期的《南非的呼喚》第一段當中，提及到牛車大遷徙的歌詞被省略了，因為這只是“南非社會中部分人的經歷”。同樣，在《天佑非洲》中使用的“降臨吧，聖靈”一節歌詞也被省略，因為這句歌詞帶有基督教色彩，而且亦不是其他宗教的用語，因此不被無宗教信仰或者信奉其他宗教的南非人（特別是南非穆斯林）所接受。《南非的呼喚》的英語版本不像南非語版本那麼具異議或爭議性，因此進行修改時的阻力亦相對較少。與之前版本相比，南非新國歌的英語部分有所改變。

### 批評
近年來，《南非國歌》因其南非語歌詞而受到批評，該歌詞原本是南非種族隔離時期使用的國歌——《南非的呼喚》歌詞的一部分。由於這種歷史聯繫，有些人要求刪除這節歌詞。另一方面，其他人則支持將這節歌詞繼續保留在《南非國歌》中，並指出該歌詞得以保留很大程度上是歸功於種族隔離結束後的首位總統曼德拉的意願，他希望透過保留《南非的呼喚》部分歌詞來作為南非後種族隔離時期重新和解的措施之一。

## 歌詞
| 第一節前兩行為科薩語（與可唱版譯文） |                                                                                                   |
| Nkosi sikelel' iAfrika Maluphakanyisw' uphondo lwayo,                                                                                                | 祈求上帝保佑非洲， 願我國的榮光振奮更高，                                                         |
| 第一節後兩行為祖魯語（與可唱版譯文） |                                                                                                   |
| Yizwa imithandazo yethu, Nkosi sikelela, thina lusapho lwayo.                                                                                        | 也聽到我們的祈禱， 上帝保佑我們，保佑我們的家園。                                                 |
| 第二節為塞索托語（與可唱版譯文） |                                                                                                   |
| Morena boloka setjhaba sa heso, O fedise dintwa le matshwenyeho, O se boloke, O se boloke setjhaba sa heso, Setjhaba sa, South Afrika, South Afrika. | 祈求上帝保佑我們的國家， 願能結束每一個鬥爭， 保護我們，保護我們的國家， 國民的南非，南非共和國。 |
| 第三節為南非語（與可唱版譯文） |                                                                                                   |
| Uit die blou van onse hemel, Uit die diepte van ons see, Oor ons ewige gebergtes, Waar die kranse antwoord gee,                                      | 從我們藍天堂響起， 從我們海洋環繞， 在不朽的諸山上， 在回聲的峭壁共鳴！                           |
| 第四節為英語（與可唱版譯文） |                                                                                                   |
| Sounds the call to come together, And united we shall stand, Let us live and strive for freedom In South Africa our land.                            | 呼喚之聲不斷傳來， 團結的我們將挺立， 願能生存，爭取自由， 就在南非——我們的家！                   |

## 外部連結
- 南非國歌的網頁 （页面存档备份，存于），來自於南非政府資訊網 （页面存档备份，存于）
- 南非國歌簡史
- 簡短序言、南非國歌和樂譜 （页面存档备份，存于）
- 南非國歌工具包 （页面存档备份，存于）
- 南非國歌 （页面存档备份，存于）
- 南非國歌 – 流式音頻、歌詞和信息 （页面存档备份，存于）
- 南非國歌的錄音（僅限演奏版、MP3文件）
- MIDI格式的南非國歌
- MP3格式的南非國歌 （页面存档备份，存于）